# Anthony Quayle
John Anthony Quayle, född 7 september 1913 i Ainsdale, Southport, Merseyside (då i Lancashire), död 20 oktober 1989 i London (i levercancer), var en brittisk skådespelare.
Han scendebuterade 1931. Med en ofta auktoritativ och kraftfull spelstil framträdde han huvudsakligen på scen och medverkade endast sporadiskt i film. Han filmdebuterade 1948 i Hamlet. Åren 1948–1956 var han chef för Shakespeare Memorial Theatre i Stratford-upon-Avon.
Han nominerades för en Oscar för bästa manliga biroll för sin roll som kardinal Wolsey i De tusen dagarnas drottning 1969.
Quayle tjänstgjorde under andra världskriget i SOE. Han adlades 1985.

## Filmografi
- 1948 – Hamlet
- 1948 – Saraband
- 1955 – Rosalinda
- 1956 – Fel man
- 1956 – Jagad över haven
- 1958 – En iskall i Alexandria
- 1959 – Tarzan's Greatest Adventure
- 1961 – Kanonerna på Navarone
- 1962 – Lawrence av Arabien
- 1962 – Under brinnande segel
- 1964 – Romarrikets fall
- 1965 – På främmande mark
- 1965 – En studie i skräck
- 1966 – Djävulens blomma
- 1969 – Mackennas guld
- 1969 – De tusen dagarnas drottning
- 1969 – Destiny of a Spy
- 1969 – Flyktingläger 4B
- 1970 – Henrik VIII:s sex hustrur
- 1972 – Allt du skulle vilja veta om sex men varit för skraj för att fråga
- 1973 – Lord Nelson och Emma Hamilton
- 1974 – Lysande utsikter
- 1974 – Snärjd i nätet
- 1974 – QB 7
- 1975 – Moses
- 1976 – 21 timmar i München
- 1976 – Örnen har landat
- 1976 – The Story of David
- 1977 – Holocaust 2000
- 1979 – En studie i skräck
- 1981 – Dödsfiender
- 1981 – The Manions of America
- 1984 – Lace
- 1984 – The Last Days of Pompeii
- 1985 – The Key to Rebecca
- 1988 – Identitet okänd
- 1988 – Buster
- 1988 – La leggenda del santo bevitore
- 1989 – Magdalene
- 1989 – The Endless Game
- 1990 – King of the Wind
- 1993 – The Thief and the Cobbler (röst)